# Кучубеков, Артём Иванович
Кучубеков Артём Иванович (1885, Кизлярский отдел, Терская область — неизвестно) —звеньевой колхоза «Победа», город Кизляр Грозненской области. Герой Социалистического Труда

## Биография
Родился в 1885 году в Кизлярском отделе Терской области, ныне — городской округ Кизляр Республики Дагестан. Армянин. Во второй половине 1940-х годов работал звеньевым в виноградарском колхозе «Победа» городского округа Кизляр. По итогам работы в 1949 году звено А. И. Кучубекова получило урожай винограда 187,3 центнера с гектара на площади 4,2 гектара поливных виноградников. Указом Президиума Верховного Совета СССР от 12 июля 1950 года за получение высоких урожаев винограда в 1949 году Кучубекову Артёму Ивановичу присвоено звание Героя Социалистического Труда с вручением ордена Ленина и золотой медали «Серп и Молот». Проживал в селе Южное Кизлярского района. Сведений о дальнейшей судьбе нет.